# 卡魯拉國家公園

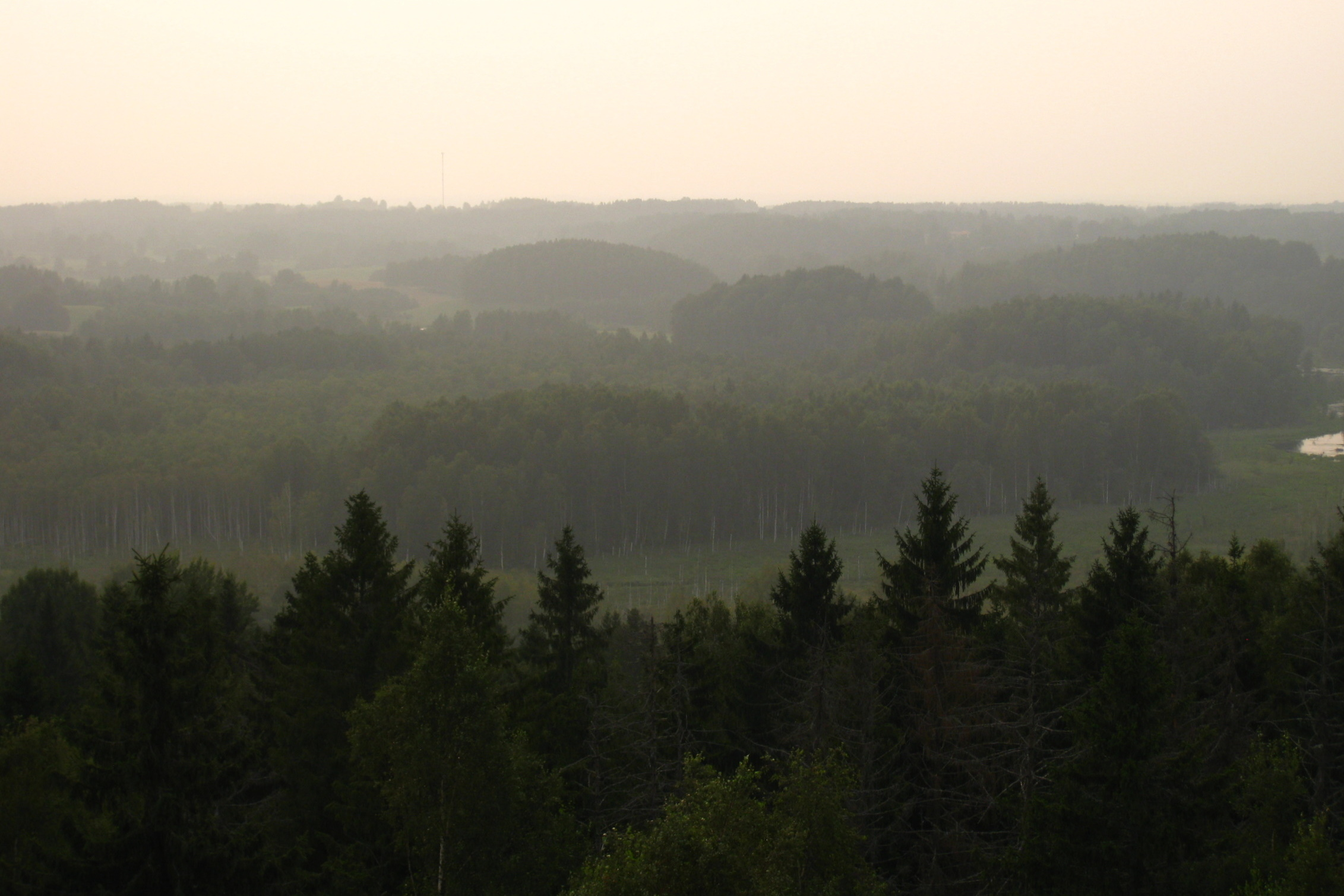

卡魯拉國家公園是愛沙尼亞的國家公園，位於該國南部，始建於1993年，面積123平方公里，最高點海拔高度137米，該地區有42種哺乳類動物棲息。

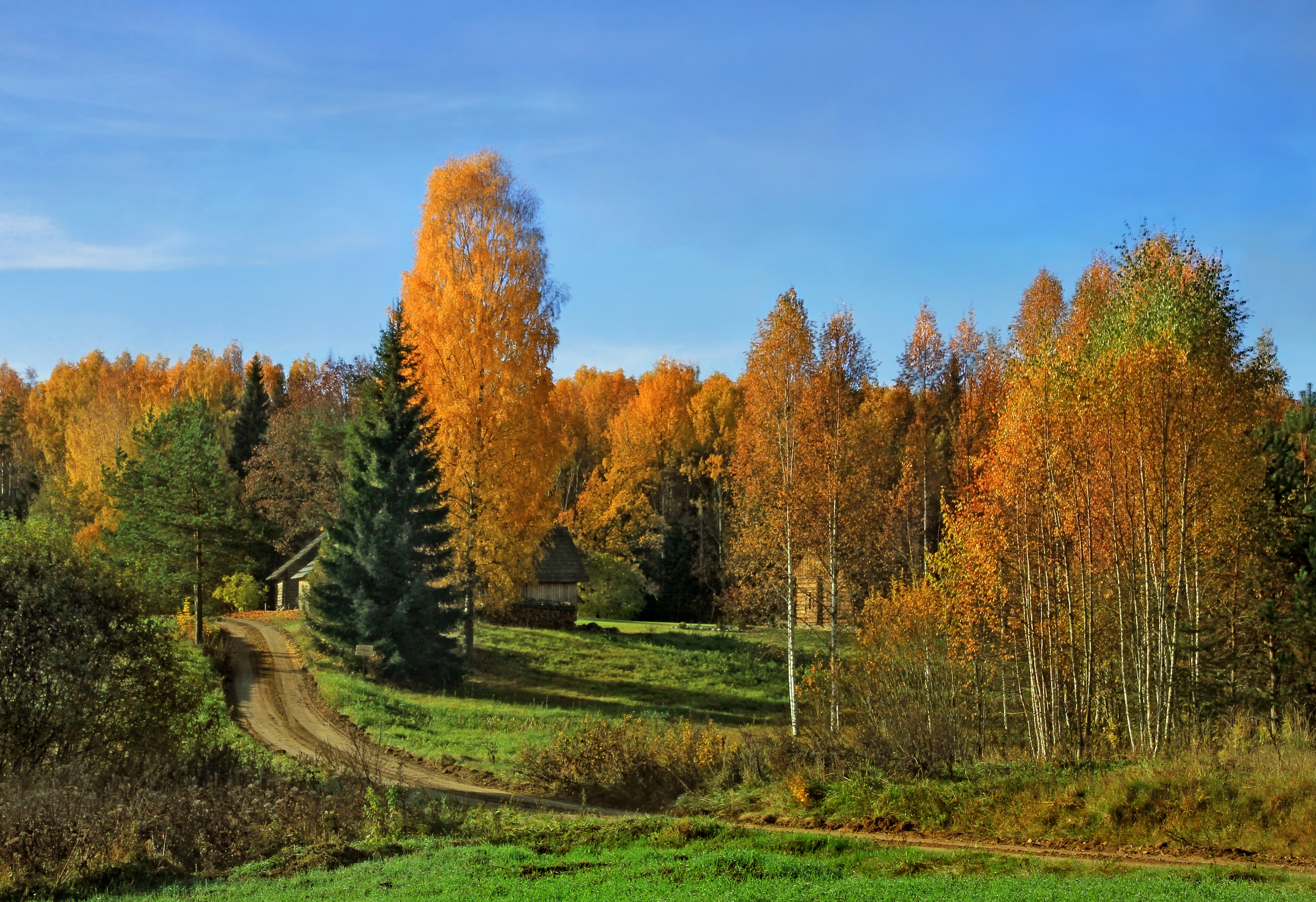
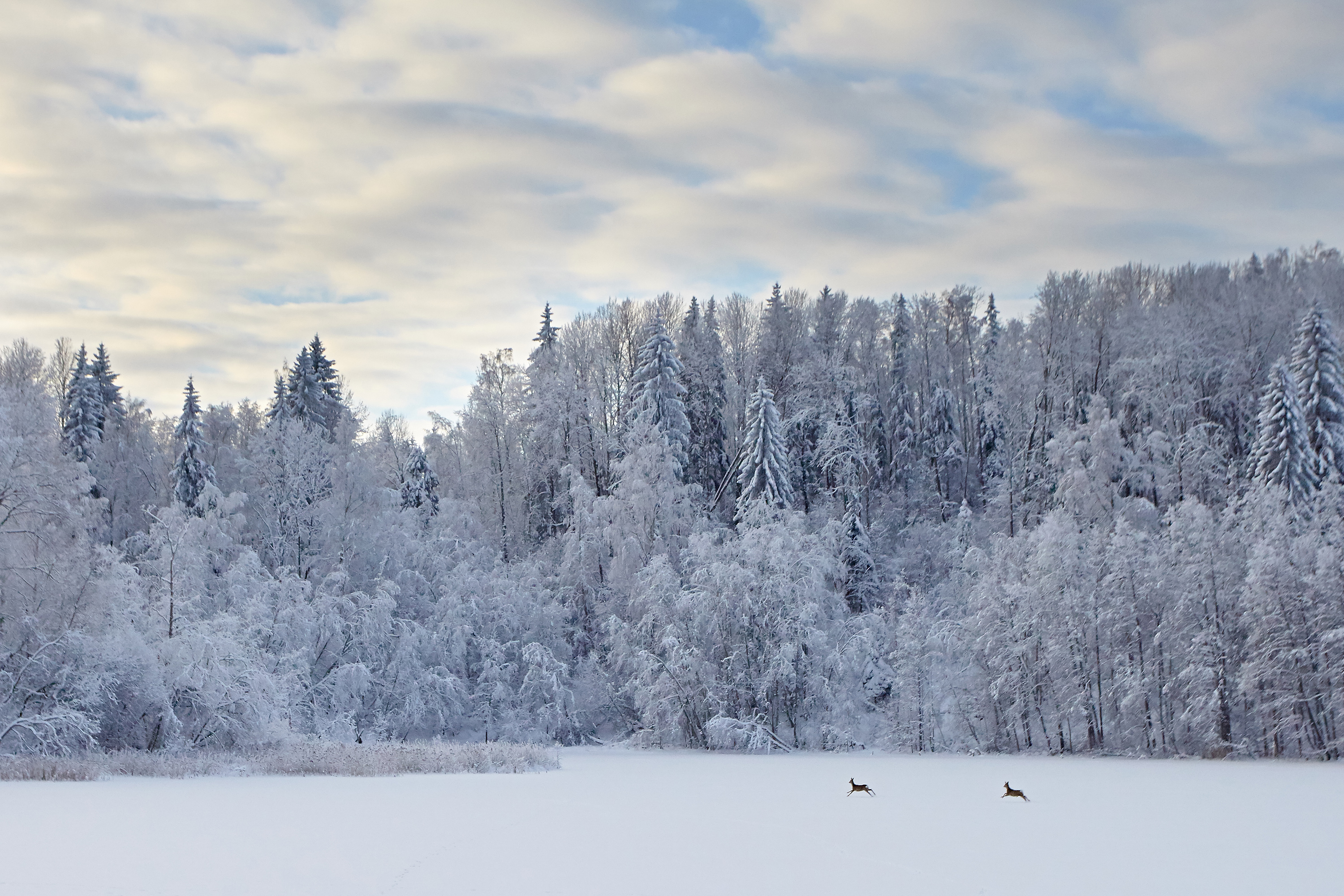
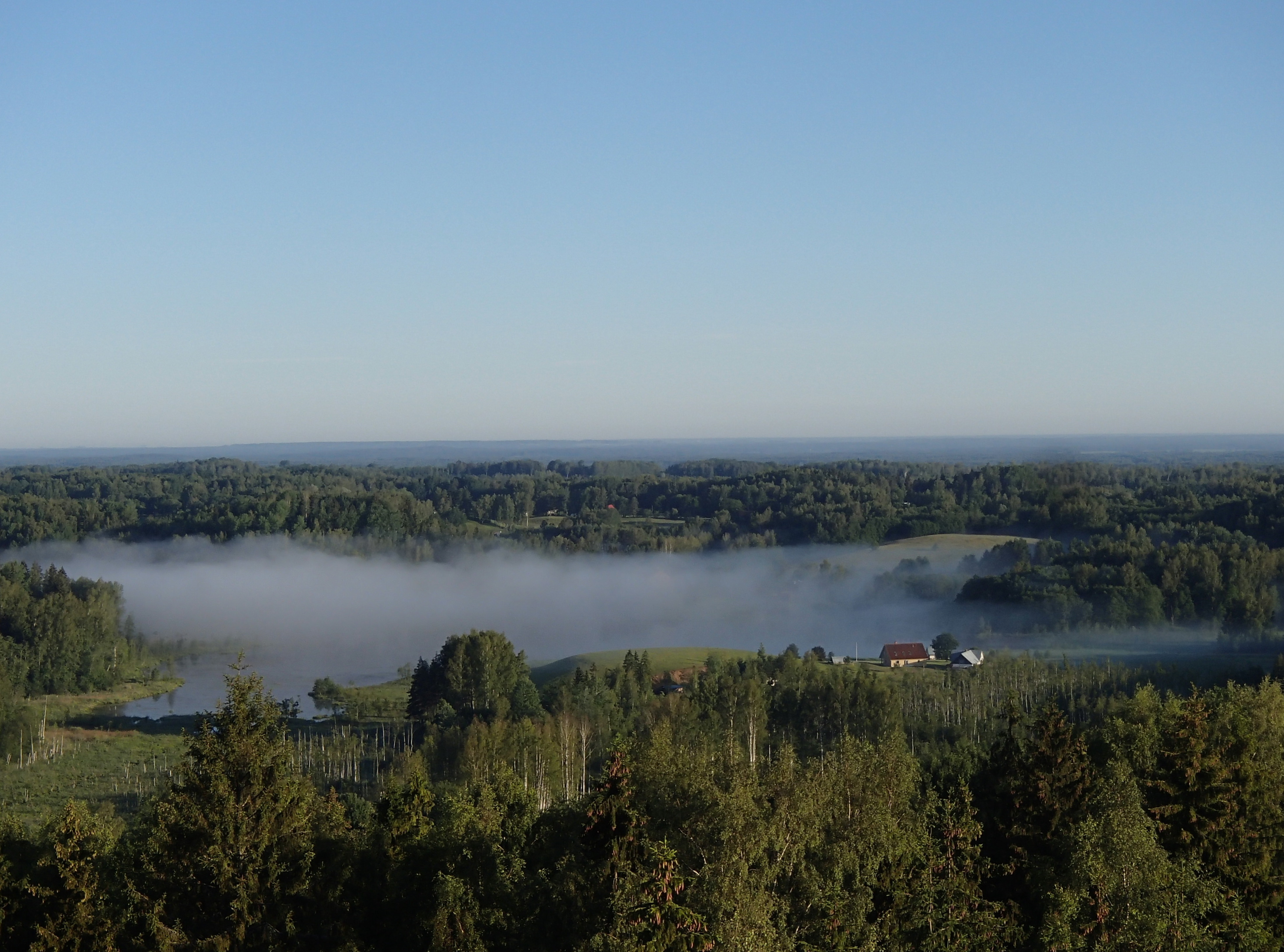
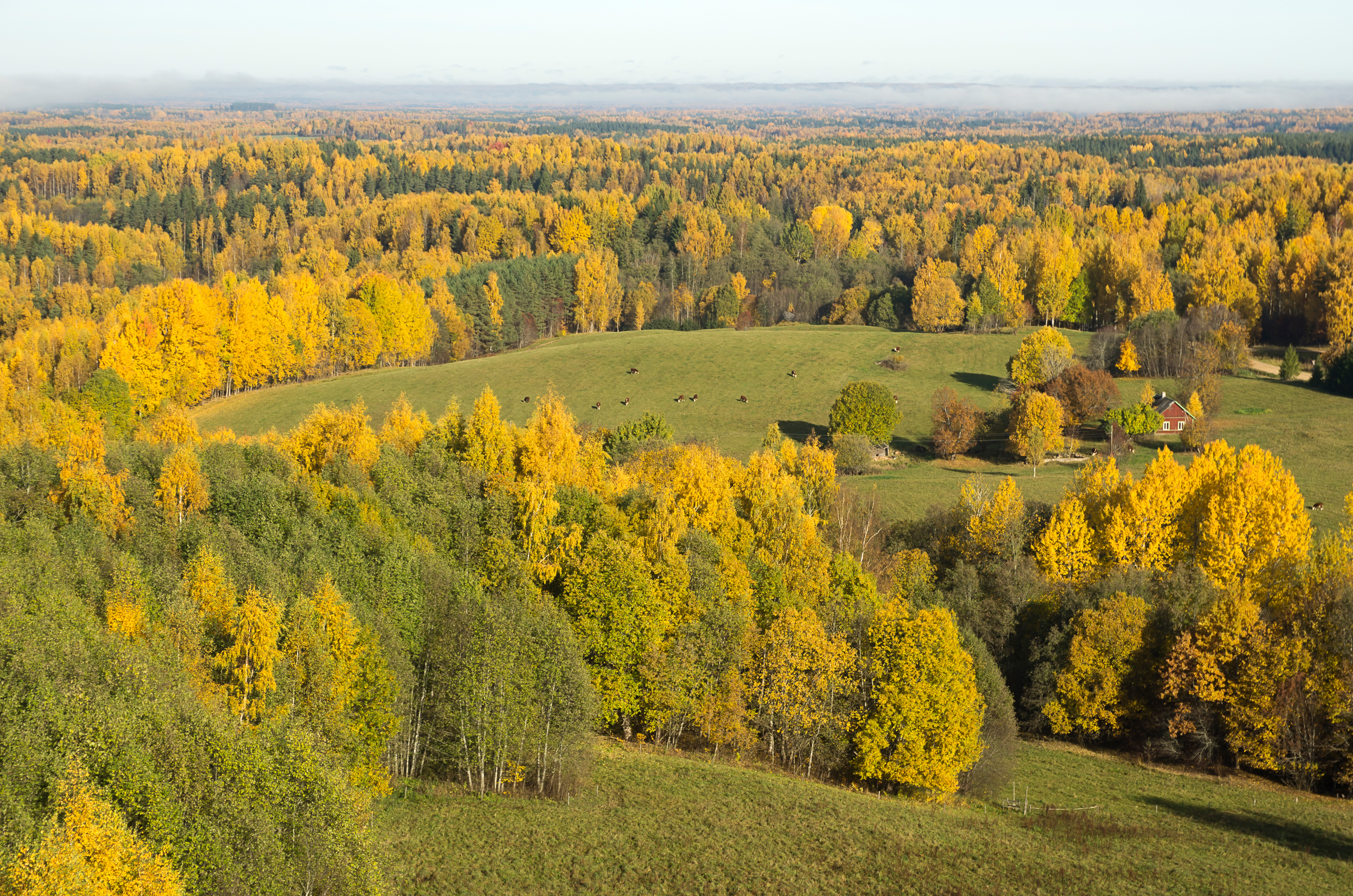

## 外部連結
- 维基共享资源上的相關多媒體資源：卡魯拉國家公園
- Karula National Park （页面存档备份，存于） （英文）